# E019号線
E019号線 (E019ごうせん、英: European route E019) はカザフスタンにあり、ペトロパブル – ザーパドノエを結ぶ、欧州自動車道路のBクラス幹線道路。

## 経路
以下の幹線道路と交差する。
- カザフスタン
  - E125号線 – ペトロパブル
  - E123号線, E016号線 – ザーパドノエ